# Józef Tracz
Józef Bronisław Tracz (Żary, 1 de septiembre de 1964) es un deportista polaco que compitió en lucha grecorromana.
Participó en tres Juegos Olímpicos de Verano, obteniendo en total tres medallas, plata en Barcelona 1992 y bronce en Seúl 1988 y en Atlanta 1996, las tres en la categoría de 74 kg.
Ganó tres medallas de plata en el Campeonato Mundial de Lucha entre los años 1987 y 1994.

## Palmarés internacional
| Juegos Olímpicos   | Juegos Olímpicos           | Juegos Olímpicos  | Juegos Olímpicos |
| Año                | Lugar                      | Medalla           | Categoría        |
| ------------------ | -------------------------- | ----------------- | ---------------- |
| 1988               | Seúl (Corea del Sur)       | Medalla de bronce | 74 kg            |
| 1992               | Barcelona (España)         | Medalla de plata  | 74 kg            |
| 1996               | Atlanta (Estados Unidos)   | Medalla de bronce | 74 kg            |
| Campeonato Mundial |                            |                   |                  |
| Año                | Lugar                      | Medalla           | Categoría        |
| 1987               | Clermont-Ferrand (Francia) | Medalla de plata  | 74 kg            |
| 1993               | Estocolmo (Suecia)         | Medalla de plata  | 74 kg            |
| 1994               | Tampere (Finlandia)        | Medalla de plata  | 74 kg            |